# Super-Toys Last All Summer Long
"Super-Toys Last All Summer Long" is een kort verhaal van de Britse sciencefictionschrijver Brian Aldiss uit 1969. Het verhaal speelt zich af in een tijd waar mensen samenleven met machines die een hoge artificiële intelligentie hebben en daarnaast kampen met geboortebeperking gezien de aarde overbevolkt is.

## Inhoud
Het verhaal gaat over de familie Swinton. Zoon David is een scholier die moeite heeft om zijn gevoelens te uiten. Moeder Monica is het beu om afgelegen en geïsoleerd te leven. Vader Henry werkt in een fabriek die robots tracht te maken die kunnen dienen als metgezel voor mensen. Uiteindelijk achterhaalt David dat hij geen echte mens is, maar een robot uit die fabriek.

## Film
Het verhaal diende als basis voor de film Artificial Intelligence: A.I., een onafgewerkt project van Stanley Kubrick. Na zijn dood besloot Steven Spielberg om de film te regisseren en het script van Kubrick gedeeltelijk te herschrijven.

## Heruitgave en vervolg
Naar aanleiding van de film werd het boek tezamen met andere nieuwe verhalen in 2001 opnieuw uitgegeven.